# 海鹿紫素

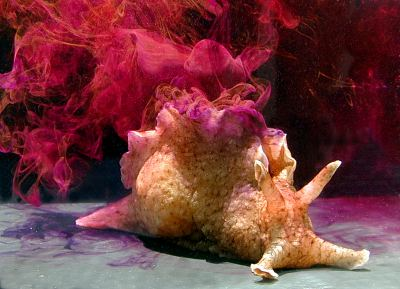
Aplysia californica secreting ink containing aplysioviolin.

海鹿紫素是由海鹿属和黄花瓣螺属物种分泌出的墨汁中所包含的一种紫色化合物，它作为化学威慑剂，可在嗅觉和味觉层面驱散捕食者，并通过其深色干扰捕食者的视野。它由藻红胆素的O-甲基化得到。

## 延伸阅读
- 山口 勝巳. 水産動物の胆汁色素蛋白. 日本水産学会誌, 1971 (37) 4. 339-354. doi:10.2331/suisan.37.339.